# 弗朗西斯敦 (新罕布什爾州普查規定居民點)
弗朗西斯敦（英語：Francestown）是位於美國新罕布什爾州希爾斯波羅縣的普查規定居民點。

## 人口
根據2020年美國人口普查的數據，弗朗西斯敦的面積為2.43平方千米，皆為陸地。當地共有人口201人，而人口密度為每平方千米82.72人。